# 레이디 수잔 (영화)
《레이디 수잔》(원제: Love & Friendship)은 2016년에 개봉한 시대극 영화이다. 위트 스틸만이 감독을 맡았으며, 제인 오스틴의 1794년 경 서간체 소설 레이디 수잔 이 영화의 원작이다. 2016년 1월 선댄스 영화제에서 초연됐으며, 2016년 5월 13일 극장 개봉했다. 북미 지역에서 평단의 호평과 함께 박스 오피스 흥행을 했다.

## 출연
- 케이트 베킨세일 : 레이디 수잔 역
- 클로이 세버니 : 앨리시아 역
- 제이비어 새뮤얼 : 레지널드 역
- 에마 그린웰 : 캐서린 역
- 저스틴 에드워즈 : 찰스 역
- 톰 베넷 : 제임스 경 역
- 모르피드 클락 : 프레데리카 역
- 젬마 레드그레이브 : 드코시 부인 역
- 제임스 플릿 : 드코시 경 역
- 젠 머리 : 맨워링 부인 역
- 스티븐 프라이 : 존슨 역
- 켈리 캠벨 : 크로스 역
- 코너 램버트 : 집사 윌슨 역
- 코너 맥닐 : 젊은 신부 역